# アリアーレビューティー専門学校

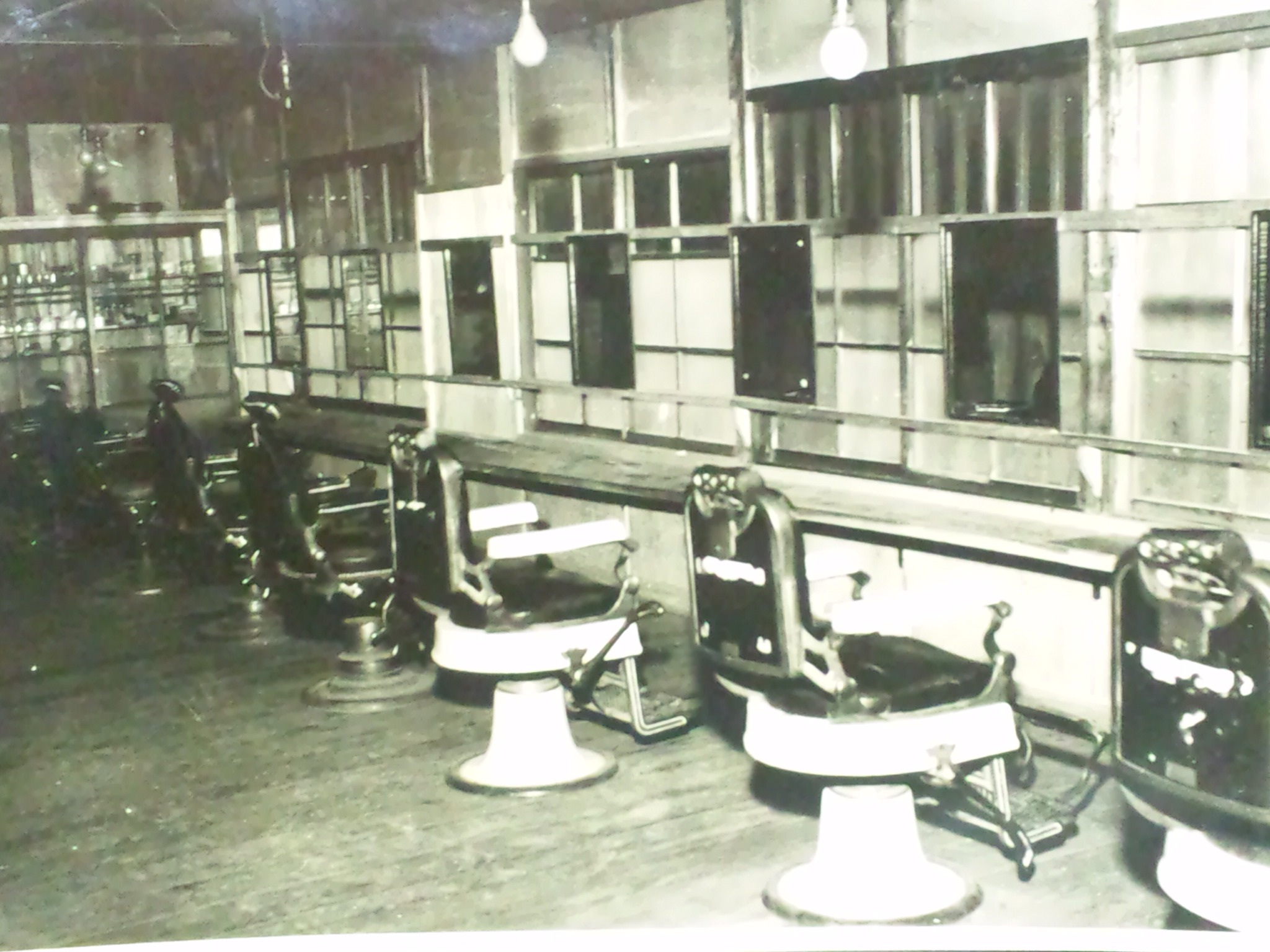
1945年（昭和20年）ごろの愛知県理髪師養成所時代の実習室

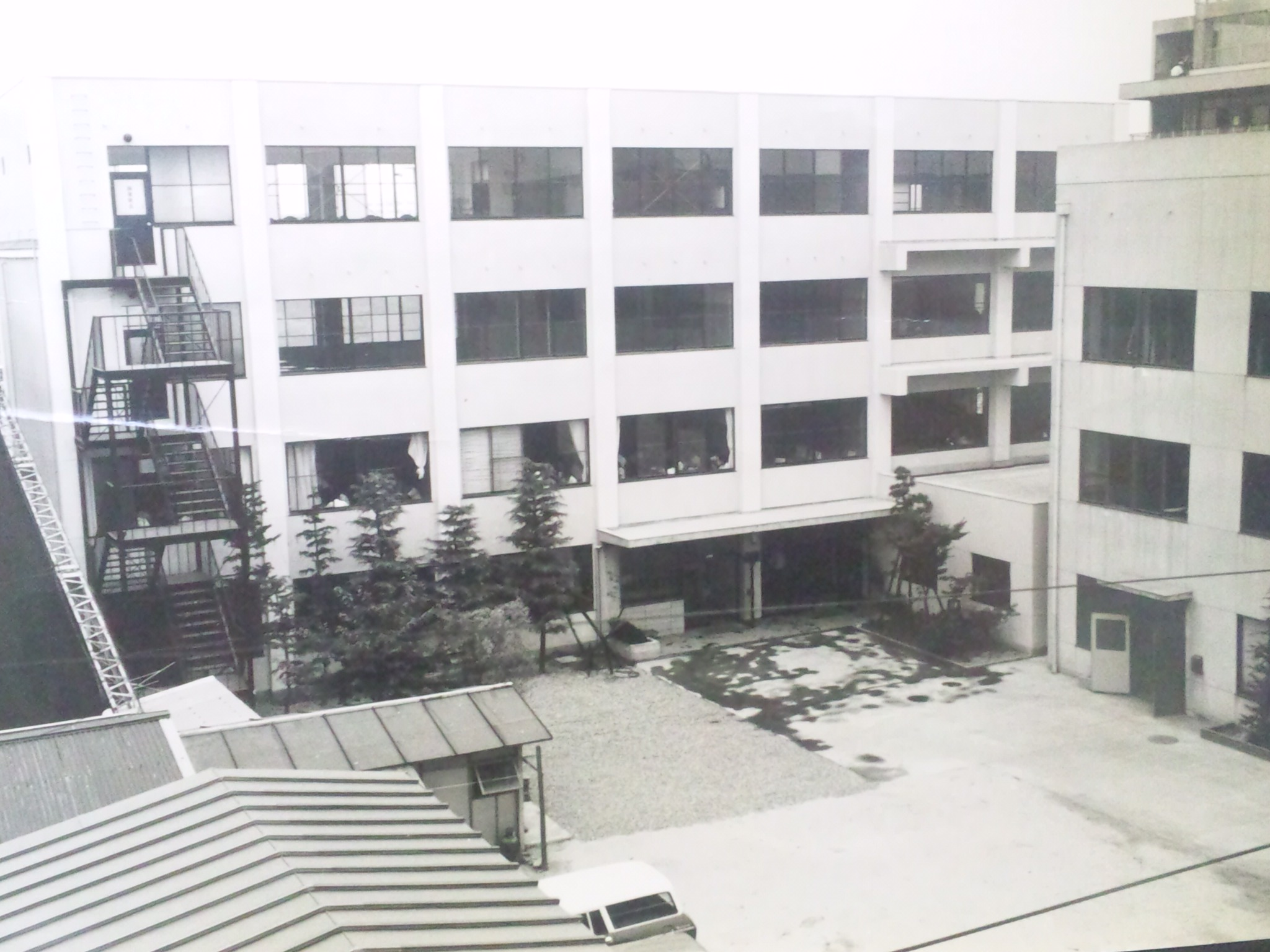
1965年（昭和40年）ごろ愛知高等理容学校時代の校舎

アリアーレビューティー専門学校（アリアーレビューティーせんもんがっこう）は、愛知県名古屋市千種区今池二丁目にある私立専修学校の理容師養成施設及び美容師養成施設。運営母体は学校法人愛知理容学園。
2019年（令和元年）には創立70周年を迎えた。前身の愛知県理髪師養成所からは開学80年を超える。校風としてはしっかりした技術を学べるとともに、生徒と学校が一体となってとても楽しかったという印象が多い。隣接する愛知県理容組合の本部講師という優秀な先生に直接教えてもらえる全国でも大変珍しい理美容学校である。

## 概要・沿革
1938年（昭和13年）9月、愛知県理髪師養成所として愛知県名古屋市昭和区阿由地通5に創立。理美容が国家資格になる前、理容師美容師の前身である理髪業従事者の技術養成所として建てられた。戦後、当時の管轄だった内務省から1938年（昭和13年）に厚生省が独立した。これに伴い、現在でいう理容師美容師の学校として愛知県下初として開校した。
1947年（昭和22年）に理容師法が公布され、すべての理容師美容師に理容師国家資格が必要になった。無資格者を救済するために愛知県理容組合員により設立準備が進められ1949年（昭和24年）に創立した。
1949年（昭和24年）6月、愛知高等理容学校として設立。愛称は「愛高理（あいこうり）」。
1963年（昭和38年）3月、入学者が増え手狭になったため現在の場所、愛知県名古屋市千種区今池に移設した。
1969年（昭和44年）12月、入学者増加により愛知県一宮市に一宮分校一宮高等理容学校を建設。1974年（昭和49年）7月に廃校。
1975年（昭和50年）3月、愛知理容専門学校と校名変更。愛称は「愛理専（あいりせん）」。
2004年（平成16年）4月、愛知理容美容専門学校と校名変更し美容科を設立。愛称は「愛りび（あいりび）」。
2009年（平成21年）4月、アリアーレビューティー専門学校と校名変更。
2015年（平成27年）に無資格者が授業を行ったと報道があったが、衛生管理の授業内で消毒薬等の計算を指導するために中学で数学を指導していた常勤の物理化学の教師が教えたことで無資格ではないかと取り糺されたが、衛生管理の教師も常勤で複数名居たため特に問題はない。
2016年（平成28年）、2017年（平成29年）には、技能五輪全国大会理容職種に出場し見事敢闘賞入賞を果たす。

## 設置コース
- 衛生専門課程理容科スタイリストコース（昼間2年課程）
- 衛生専門課程理容科リラクゼーションコース（昼間2年課程）新設
- 衛生専門課程美容科スタイリストコース（昼間2年課程）
- 別科通信課程理容師コース（通信3年課程）
- 別科通信課程美容師コース（通信3年課程）
- トータルビューティー科ネイルコース（2013年（平成25年）廃止）
- トータルビューティー科エステティックコース（2013年（平成25年）廃止。2014年（平成26年）よりシェービングもできるエステティシャンを養成するために理容科にてコース設置）

## 取得受験資格
- 理容師
- 美容師
- ヘアカウンセラー（全国理容連合会）
- BBエステェティシャン（全国理容連合会）
- SBSネイル検定（全国美容業連合会）
- SBSメイク検定（全国美容業連合会）
- SBSエステ検定（全国美容業連合会）
- SBS接遇検定（全国美容業連合会）
- ジェルネイル技能検定
- MSOJメイクアップ検定
- アイブロウトリートメントスペシャリスト
- 山野流着付師
- パーソナルカラー検定
- アロマテラピー検定
- ネイリスト技能検定

## 所在地
- 愛知県名古屋市千種区今池2丁目1-14

## 著名な出身者
- 矢沢みのり（元子役、スタイリスト）